# Der letzte Akt
Der letzte Akt is een Duitse oorlogsfilm uit 1955 onder regie van Georg Wilhelm Pabst. Het scenario is gebaseerd op het boek Ten Days to Die (1950) van de Amerikaanse auteur Michael A. Musmanno.

## Verhaal
Kapitein Richard Wüst staat kritisch tegenover het naziregime. In april 1945 wordt hij door zijn overste naar de Führerbunker gestuurd om Adolf Hitler over de toestand aan het front te berichten en om versterking te vragen. Zijn pogingen om Hitler onder vier ogen te spreken, mislukken meermaals. Zo beleeft kapitein Wüst de laatste dagen van Hitler. Hij ziet hoe zijn generaals de nederlaag trachten af te wenden. Juist op het ogenblik dat Hitler beveelt de door duizenden Duitse gewone burgers bezette S-Bahn op te blazen om de opmars van het Rode Leger te stuiten, wordt Wüst bij de Führer toegelaten.

## Rolverdeling
| Acteur           | Personage        |
| ---------------- | ---------------- |
| Albin Skoda      | Adolf Hitler     |
| Oskar Werner     | Richard Wüst     |
| Lotte Tobisch    | Eva Braun        |
| Willy Krause     | Joseph Goebbels  |
| Erich Stuckmann  | Heinrich Himmler |
| Erland Erlandsen | Albert Speer     |
| Curt Eilers      | Martin Bormann   |
| Leopold Hainisch | Wilhelm Keitel   |
| Otto Schmöle     | Alfred Jodl      |
| Herbert Herbe    | Hans Krebs       |
| Hannes Schiel    | Otto Günsche     |
| Erik Frey        | Wilhelm Burgdorf |
| Otto Wögerer     | Robert von Greim |
| Hermann Erhardt  | Hermann Göring   |
| Julius Jonak     | Hermann Fegelein |
| Helga Dohrn      | Magda Goebbels   |